# Битва при Табу-донге
Битва при Табу-донге произошла между силами ООН и Корейской народной армии (КНА) в начале Корейской войны и длилась с 1 по 18 сентября 1950 года в окрестностях Табу-донга (Южная Корея). Битва стала частью сражения за Пусанский периметр и одной из серии масштабных сражений, которые проходили одновременно. Битва закончилась победой сил ООН, после того как многочисленные силы США и южнокорейской армии (ROK) отразили мощную атаку северокорейцев
Удерживая позиции к северу от ключевого города Тэгу, 1-я кавалерийская дивизия армии США стояла в центре оборонительной линии Пусанского периметра, её задачей была защита штаб-квартиры командования сил ООН от наступления КНА. 1 сентября 3-я северокорейская дивизия пошла в атаку в ходе большого наступления у реки Нактонган.
В ходе двухнедельной битвы в окрестностях Тэгу и Вэгвана северокорейцам удалось постепенно выдавить 1-ю кавалерийскую дивизию с её позиций. Тем не менее, северокорейцам не удалось обратить силы ООН во всеобщее отступление или выбить их из Тэгу. После того как силы ООН контратаковали в Инчхоне северокорейцам пришлось остановить своё наступление на Табу-донг.

## Предыстория

### Пусанский периметр
После начала Корейской войны и вторжения северокорейцев на территорию Южной Кореи КНА обладала преимуществом в численности и вооружении над армией Южной Кореи (ROK) и силами ООН, направленных в Южную Корею чтобы предотвратить её коллапс. Северокорейская стратегия заключалась в агрессивном преследовании сил ООН и ROK по всем направлениям, ведущим на юг, и в вовлечении их в бои, атаке с фронта и попытках обхода с обоих флангов (манёвром «клещи»), добиваясь окружения и отсечения противника ввиду чего силам ООН приходилось отступать в беспорядке часто бросая при этом большую часть снаряжения. Начиная с первоначального наступления 25 июня, в ходе июля и начала августа северокорейцы с успехом применяли свою стратегию, разбивая все силы ООН и отбрасывая их на юг. Однако после того как восьмая армия США создала в августе Пусанский периметр, силы ООН удерживали непрерывную оборонительную линию вдоль полуострова, которую северокорейцы уже не могли обойти. Их численное преимущество сокращалось ежедневно, поскольку более лучшая система тылового обеспечения ООН доставляла войска и снаряжения силам ООН.
5 августа силы КНА приблизились к Пусанскому периметру. Северокорейцы предприняли схожую стратегию: фронтальное наступление с четырёх главных подходов к периметру. В течение августа 6-я и позднее 7-я северокорейские дивизии сражались с 25-й американской пехотной дивизией в битве при Масане. Первоначально северокорейцам удалось отразить контрнаступление сил ООН, затем они атаковали Комам-ни и высоту Бэтл-Маунтин. Хорошо оснащённым силам ООН, обладавшим большими резервами, удалось отражать периодические атаки северокорейцев. К северу от Масана 4-я северокорейская дивизия вступила в сражение с 24-й американской пехотной дивизией (см. первая битва за реку Нактонган). В ходе этой битвы северокорейцам не удалось удержать свой плацдарм на другом берегу реки, поскольку в бой вступали всё новые многочисленные американские резервы. 19 августа 4-я северокорейская дивизия потеряла половину своего состава и была отброшена за реку. В районе Тэгу три дивизии ООН в ходе т. н. битвы за Тэгу отбили несколько атак пяти северокорейских дивизий, наступавших на город. Особенно тяжкие бои разгорелись в т. н. долине Боулинга, где наступавшая 13-я северокорейская дивизия была почти полностью уничтожена оборонявшимися частями союзников. На восточном побережье силам ROK в битве за Пхохан удалось отразить атаки трёх северокорейских дивизий. По всему фронту северокорейцы терпели поражения, от которых так и не оправились, впервые их стратегия не сработала.

### Сентябрьское наступление
При планировании нового наступления северокорейское командование решило, что любые попытки обойти силы ООН с флангов невозможны благодаря господству флота ООН. Вместо этого они выбрали наступление с фронта с целью прорвать и обвалить периметр, считая это своей единственной надеждой достичь успеха в сражении. Основываясь на советских разведданных, северокорейцы были осведомлены, что ООН накапливает силы у Пусанского периметра и вскоре пойдет в наступление, если КНА не одержит победу. Вторичной целью было окружить Тэгу и уничтожить части ООН и ROK, находящиеся в городе. В качестве части боевой задачи северокорейские части должны были сначала перерезать линии снабжения противника ведущие к Тэгу.
20 августа северокорейское командование выпустило оперативные приказы для подчинённых им частей. Командование решило атаковать силы ООН одновременно с пяти направлений. Эти наступления должны были ошеломить защитников периметра, позволить северокорейцам прорвать линии, по крайней мере, в одной точке и принудить войска ООН к отступлению. Для этого были выделены пять боевых групп. На крайнем восточном фланге 12-я и 15-я северокорейские дивизии должны были прорвать порядки первой американской кавалерийской дивизии и столичной дивизии ROK, двигаясь на Пхохан и Кёнджу.

## Битва

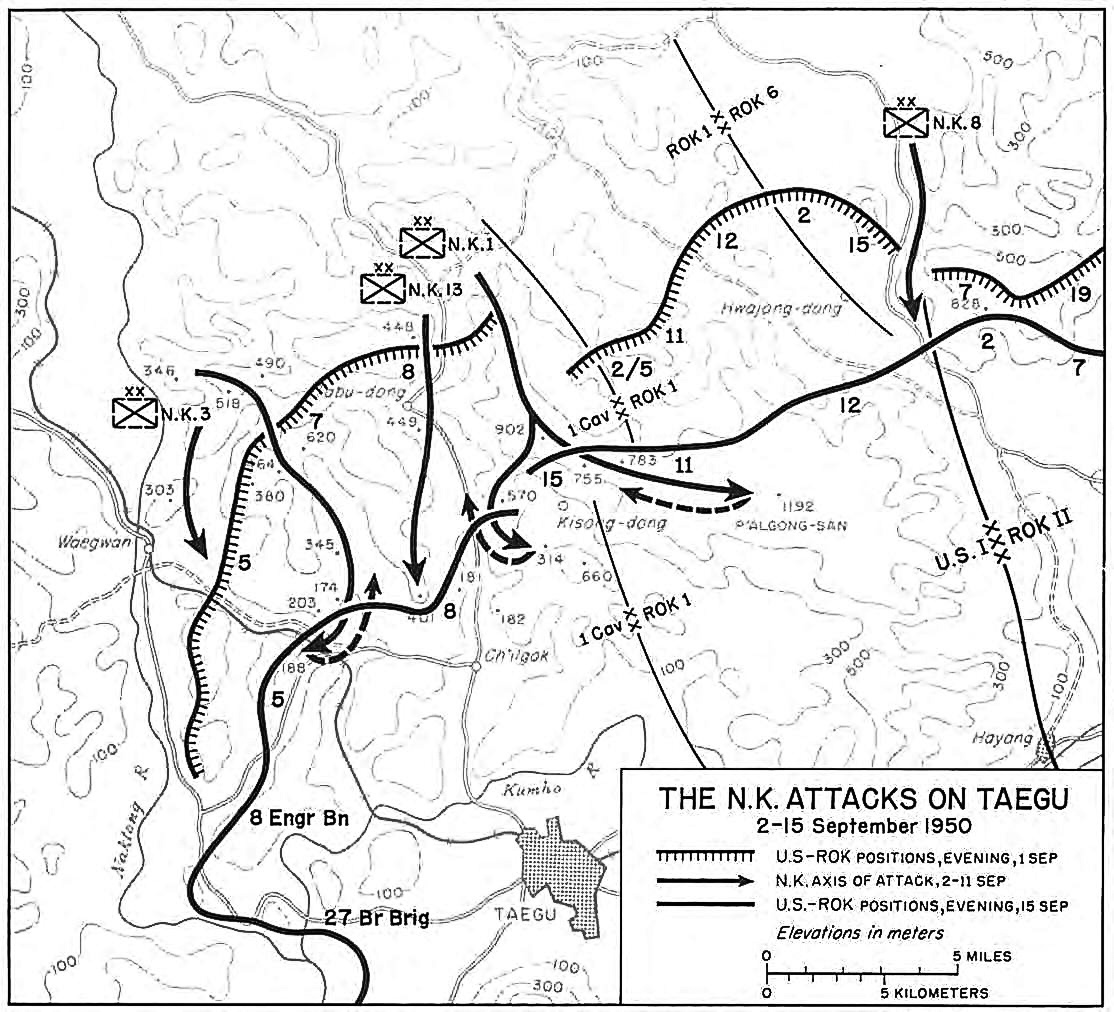
Северокорейское наступление на Тэгу, сентябрь 1950.

В то время как 4 дивизии 2-го корпуса КНА атаковали в направлении в южном направлении стремясь к Пхохану, Кёнджу и Йончхону оставшиеся три дивизии корпуса: 1-я, 3-я и 13-я предприняли атаку по сходящимся направлениям на Тэгу с севера и северо-запада. 3-я северокорейская дивизия должна была атаковать в районе Вэгвана к северо-западу от Тэгу, 13-я дивизия КНА двигалась вдоль горных хребтов к северу от Тэгу и к западу от дороги Санджу — Тэгу, 1-я дивизия КНА шла вдоль высоких горных хребтов к востоку от дороги.
Оборонявшая Тэгу 1-я американская кавалерийская дивизия удерживала фронт примерно в 56 км. Командующий дивизией генерал-майор Хобарт Р. Гей выставил сторожевые посты на главных подходах к зоне обороны и держал три полка сконцентрированных за постами. На юго-западном краю своей линии Гей сначала держал третий батальон 23-го пехотного полка второй пехотной дивизии, приданный первой кавалерийской дивизии. 5 сентября батальон сменила 27-я британская бригада, впервые развёрнутая в ходе Корейской войны. Дальше на север линию оборонял 5-й американский кавлерийский полк, удерживая сектор вдоль реки Нактонган вокруг Вэгванаи главного шоссе Сеул-Тэгу. На востоке 7-й кавалерийский полк отвечал за горною область между шоссе и холмами, обрамляющими дорогу на Санджу. Восьмой американский кавалерийский полк отвечал за эту дорогу и развещался по её сторонам и на обрамляющих её холмах.

### Высота 518
Командующий восьмой армией генерал-лейтенант Уолтон Уокер приказал 1-й кавалерийской дивизии 1 сентября пойти в наступление на север с целью отвлечь часть северокорейских сил от 2-й и 25-й американских пехотных дивизий на юге. Сначала Гей решил наступать на север по дороге на Санджу но его штаб и полковые командиры единогласно настояли на том чтобы вместо этого атаковать высоту 518 в зоне 7-го кавалерийского полка. За два дня до этого высота 518 находилась в зоне 1-й дивизии ROK и считалась местом сбора северокорейцев. Следуя плану, 1-я американская кавалерийская дивизия готовилась к наступлению в секторе 7-го кавалерийского полка: две роты 3-го батальона, 8-го кавалерийского полка должны были предпринять отвлекающую атаку на правом фланге 7-го кавалерийского полка. Таким образом, в резерве 8-го кавалерийского полка осталась только рота пехоты. 1-й батальон полка находился на горном массиве к западу от долины Боулинга и к северу от Табу-донга, 2-й батальон располагался по сторонам дороги.
Планируемое наступление на высоту 518 совпало с дезертирством майора Ким Сон Юна из 19-го полка 13-й дивизии КНА. Он сообщил, что в сумерках начнётся общая атака северокорейцев. По его словам 13-я дивизия КНА получила подкрепление в 4 тыс. человек, половина из них вообще была без оружия, сейчас дивизия насчитывает приблизительно 9 тыс. чел. Получив эти сведения разведки, Гей поднял по тревоге все фронтовые части, подготовив их к наступлению противника.
Осознавая свою ответственность за срыв приказа командования Восьмой армии о наступлении на северокорейцев к северо-западу от Тэгу, Гей приказал 7-му кавалерийскому полку пойти в наступление 2 сентября и захватить высоту 518. Эта высота, также называемая Суам-сан представляет собой высокую горную массу в 8 км к северу от Вэгвана и в 3,2 км к востоку от реки Нактонган. Гора закручивается на запад от своей вершины к своей крайней западной высоте 346, откуда гора круто обрывается в реку Нактонган. Высота находится к северу от горизонтальной дороги Вэгван — Табу-донг, на полпути между двумя городами и является критическим элементом рельефа местности, доминируя над дорогой между двумя городами. После захвата высоты 518 7-й кавалерийский полк должен был продолжать атаку на высоту 314. Атаке пехоты должны были предшествовать авиаудары и артподготовка.
Наутро 2 сентября ВВС США нанесли 37-минутный авиаудар по высотам 518 и 346. Затем по высотам последовал сконцентрированный удар артиллерии, после чего последовал новый авиаудар: самолёты обработали вершины напалмом, оставив их в огне. В 10.00 немедленно после бомбардировки напалмом 1-й батальон 7-го кавалерийского полка атаковал высоту 518. Однако мощные авиаудары и артподготовка не достигли цели: северокорейцы остались на позициях, находясь на которых они обрушили пулемётный и миномётный огонь на поднимающихся американцев остановив их у гребня хребта. В полдень американский батальон отступил с высоты 518 и пошёл в атаку в северо-восточном направлении на высоту 490, с которой северокорейцы поддерживали огнём своих товарищей на высоте 518.
На следующий день в 12.00 новоприбывший к месту боя 3-й батальон предпринял наступление на высоту 518, как и 1-й батальон, днём ранее, идя в атаку колонной из рот из которой в итоге получилась колонна из взводов. Это наступление также захлебнулось. Атака от 4 сентября также провалились. Пленный северокорейский наблюдатель, захваченный на высоте 518, показал, что на холме окопались 1200 северокорейцев, у них большое число миномётов и боеприпасов, для того, чтобы держать оборону.

### Фланговые манёвры северокорейцев
В разгаре этих боёв на правом фланге 2-й батальон 5-го кавалерийского полка 4 сентября пошёл в наступление и захватил высоту 303. На следующий день батальон с трудом удерживал высоту против контратак неприятеля. К 4-му сентября стало ясно что 3-я северокорейская дивизия находящаяся на фронте 5-й и 7-й кавалерийских полков также атакует и несмотря на продолжающиеся удары с воздуха, артподготовку и действия пехоты на высот 518 многочисленные силы дивизии просачиваются в тыл атакующих американских войск. Этой ночью большие северокорейские силы прошли через дыру между 3-м батальоном на южном склоне высоты 518 и 2-м батальоном западнее. Северокорейцы повернули на запад и заняли высоту 464. К 5 сентября на высоте 464 находившейся в тылу 7-го кавалерийского полка было больше северокорейцев, чем перед ним на фронте на высоте 518. Северокорейцы перерезали дорогу Вэгван — Табу-донг на востоке полка, таким образом, связи полка с другими американскими частями остались только на западе. В ходе дня 7-й кавалерийский полк предпринял ограниченное отступление с высоты 518, отказавшись от её захвата.
На правом фланге дивизии северокорейцы удерживали Табу-донг. Вэгван, находящийся слева остался ничейным, в центре мощные силы северокорейцев просачивались на юг с высоты 518. 7-й кавалерийский полк в центре более не мог использовать дорогу Вэгван — Табу-донг и находился в опасности окружения. 5 сентября, обсудив план отступления с Уокером, Гей отдал приказ 1-й кавалерийской дивизии отступать в полном составе ночью, чтобы сократить оборонительные позиции и выбрать более пригодную оборонительную позицию. Движение началось справа налево, сначала выдвинулся 8-й кавалерийский полк, затем 7-й кавалерийский полк с высоты 518 и, наконец, 5-й кавалерийский полк в области Вэгвана. Это отступление побудило 3-й батальон 8-го кавалерийского полка оставить высоту (которую в это время атаковали северокорейцы) близ Табу-донга на подходах к укреплённому лагерю под Ка-саном. В секторе 7-го кавалерийского полка 1-й, 3-й и 2-й батальоны отступили по приказу после отступления 1-го батальона 8-го кавалерийского полка на правом фланге. 2-й батальон 5-го кавалерийского полка на высоте 303 к северу от Вэгвана прикрывал отход 7-го кавалерийского полка и держал открытой дорогу для отступления.

### Дальнейшее отступление американцев
В своих инструкциях для отступления 7-го кавалерийского полка командир полка полковник Сесил Нист приказал 2-му батальону оторваться от северокорейцев на фронте батальона и атаковать тыл противника, чтобы захватить высоты 464 и 380 на новой главной линии сопротивления, которая должна была быть захвачена полком. За предыдущие несколько дней другим частям не удалось захватить высоту 464.
В ночь с 5 на 6 сентября выпали сильные дожди, образовавшаяся грязь затруднила движение всех транспортных средств при отступлении. 1-й батальон завершил своё отступление не встретив сопротивления. В ходе своего ночного марша к колонне 3-го батальона несколько раз присоединялись группы северокорейских солдат, которые, по-видимому, думали что это одна из их собственных колонн, двигающихся на юг. Они попали в плен и их повели далее при отступлении. На рассвете близ Вэгвана колонна батальона попала под северокорейский миномётный и танковый обстрел (танки Т-34) и потеряла 18 человек.
2-й батальон оторвался от северокорейцев и начал своё отступление в 03.00 6 сентября. Батальон бросил два своих танка, один из-за механической поломки, другой завяз в грязи. Батальон двигался в тыл, разделившись на две группы: рота G должна была атаковать высоту 464, оставшаяся часть батальона должна была захватить высоту 380 на юге. Северокорейцы быстро обнаружили, что 2-й батальон отступает, и атаковали его. Командир батальона майор Омар Т. Хичнер и оперативный офицер капитан Джеймс Т. Милэм были убиты. Близ высот 464 и 380 американцы обнаружили, что батальон фактически окружён северокорейцами. Нист думал, что весь батальон потерян.
Рота G, насчитывающая всего 80 человек оказалась в самом тяжёлом положении, будучи почти полностью отрезанной от других частей. В 08.00 рота подошла к вершине высоты 464, где застала врасплох и уничтожила троих северокорейских солдат. Вскоре после этого рота попала под северокорейский огонь из автоматического и стрелкового оружия. Весь день рота маневрировала вокруг высоты, но так и не достигла её хребта. В середине дня рота получила по радио приказ отступать этой же ночью. На высоте рота потеряла шестерых убитыми и в темноте под дождём начала отступление вниз по глинистому склону, раненых несли на импровизированных носилках из веток и пончо. На полпути вниз командир роты G капитан Герман Л. Вест попал под дружественный огонь и был ранен. Рота рассеялась, но Вест собрал её. Предупредив своих людей двигаться тихо и не стрелять, Вест повёл людей к восточной подошве высоты 464, где оставшуюся часть ночи готовил оборонительную позицию.

### Южный фланг
В это время на левом фланге дивизии 2-й батальон 5-го кавалерийского полка находящийся на высоте 303 угодил под мощную атаку, командир батальона отдал приказ об отступлении. Полковой командир объяснил ему, что он не может отступать, пока 7-й кавалерийский полк не зачистит дорогу для отступления. До того как оставить высоту 6 сентября батальон понёс тяжёлые потери..
В то время как рота G пыталась покинуть высоту 464 оставшаяся часть 2-го батальона была отрезана на восточной подошве высоты 380 на юге. Нист собрал всех южнокорейских носильщиков, которых он смог найти за день до этого, нагрузил их водой, пищей и боеприпасами для 2-го батальона, но отряд носильщиков не смог найти батальон. На рассвете 7 сентября северокорейцы с ближайших позиций обнаружили солдат роты G и атаковали их. К этому времени Вест услышал стрельбу из американского оружия (так он распознал) на холмике к западу. Там рота G воссоединилась со своим оружейным взводом, с которым была разделена всю ночь.
После того как оружейный взвод оказался отделён от своей роты он трижды встречал северокорейцев двигаясь по тропе ночью, в каждом случае никто не открывал огонь, каждый продолжал двигаться по своему пути. На рассвете взвод устроил засаду для группы северокорейцев, 13 из них были убиты, а трое попали в плен. На теле северокорейского офицера солдаты обнаружили портфель с секретными документами и картами. Они показали, что высота 464 была точкой сбора 3-й северокорейской дивизии в для наступления с высоты 518 на Тэгу.
Позднее в день 7 сентября капитан Мельбурн С. Чэндлер, и. о. командира 2-го батальона получил сведения о местонахождении роты G на высоте 464 от воздушного наблюдателя и послал патруль, который благополучно провёл роту к батальона на восточной стороне подошвы высоты 380. Тем временем батальон получил по радио приказы отступать по любой дороге как можно быстрее и отступил на юго-запад в сектор 5-го кавалерийского полка.

### Наступление северокорейцев
7 сентября восточнее позиций 2-го батальона северокорейцы атаковали 1-й батальон на его новых позициях и захватили медпункт батальона, убив четырёх и ранив семерых. Этой ночью согласно приказу командование дивизии 1-й батальон был придан 5-му кавалерийскому полку. Оставшаяся часть 7-го кавалерийского полка двинулась в пункт недалеко от Тэгу в резерв дивизии. В ночь с 7 на 8 сентября, выполняя приказ командования дивизии, 5-й кавалерийский полк отступил дальше до Вэгвана, заняв новые оборонительные позиции по сторонам шоссе Сеул — Тэгу. 3-я дивизия КНА всё ещё перемещала подкрепления через реку Нактонган. Наблюдатели докладывали, что вечером 7 сентября баржи полные людей и артиллерийских орудий пересекали реку в 3, 2 км к северу от Вэгвана. 8 сентября северокорейцы в своём коммюнике объявили о взятии Вэгвана.
На следующий день ситуация для 1-й кавалерийской дивизии ещё более ухудшилась. На левом фланге 3-я дивизия КНА вынудила 1-й батальон 5-го кавалерийского полка к отступлению с высоты 345, в 4, 8 км от Вэгвана. Северокорейские войска наступали вперёд и 5-й кавалерийский полк вступил в ожесточённые бои за высоты 203 и 174, успех склонялся в разные стороны. Перед тем как покинуть район боёв для воссоединения с полком 1-й батальон 7-го кавалерийского полка после четырёх приступов захватил высоту 174.
12 сентября 5-й кавалерийский полк только с большим трудом удержал высоту 203. 13 сентября с полуночи до 04.00 утра северокорейцы атаковали снова и сбили роту Е с высоты 203, роту L с высоты 174 и роты В и F с высоты 188. В полдень полку контратакой удалось вернуть высоту 188 наступая с южной стороны шоссе. 14 сентября рота I снова атаковала высоту 174, она перешла из рук в руки уже в седьмой раз. В этом бою рота потеряла 82 человека, но несмотря на потери смогла удержать только одну сторону высоты, северокорейцы удерживали другую, бои между сторонами продолжались всю последующую неделю К этому времени в батальонах пятого кавалерийского полка осталось так мало людей, что они более не могли рассматриваться как эффективные в бою. Эта битва шла с переменным успехом в 12,8 км от Тэгу.

### Отступление северокорейцев
Контратака сил ООН в Инчхоне привела к коллапсу северокорейцев, силы ООН перерезали основные линии снабжения и пути подброски подкреплений противника. 19 сентября войска ООН обнаружили, что ночью северокорейцы покинули большую часть позиций Пусанского периметра. Части ООН начали наступать со своих оборонительных позиций и захватили северокорейские позиции. Большинство северокорейских частей приступили к сдерживающим действиям, пытаясь дать возможность как можно большей части армии выйти в Северную Корею. Отступление северокорейцев началось в ночь с 18 на 19 сентября из области Масана. После отступления сил у Масана оставшаяся часть северокорейских армий начала быстро отступать на север. Американские части, быстро двигаясь на север, преследовали их, оставляя позиции на реке Нактонган, которые утратили свою стратегическую важность.

## Послесловие
3-я дивизия КНА была почти полностью уничтожена в битвах. К началу наступления 1 сентября дивизия насчитывала 7 тыс. чел. В октябре только 1.000 — 1.800 состава дивизии смогло отступить обратно в Северную Корею. Большинство состава дивизии погибло, попало в плен или дезертировало. Весь 2-й северокорейский корпус оказался в подобной ситуации, вся КНА, истощённая в боях за Пусанский периметр и отрезанная после высадки в Инчхоне оказалась на грани разгрома.
К этому времени 1-я американская кавалерийская дивизия за время боёв у Пусанского периметра потеряла 770 убитыми, 2.613 ранеными, 62 попавшими в плен. В это число входят потери в 600 чел. из них 200 погибшими в сражении за Тэгу в предыдущем месяце. Американские войска постоянно отбрасывались, но им удалось предотвратить прорыв неприятелем Пусанского периметра. К 1-му сентября дивизия насчитывала 14.703 чел., но несмотря на потери, находилась в выигрышной позиции для наступления.
Сержант Джон Реймонд Райс, этнический индеец из племени хо-чанк удостоившийся Бронзовой звезды за в ходе второй мировой войны был убит под Табу-донгом 6 сентября 1950 года, ведя в бой отделение роты А 8-го кавалерийского полка. Когда его тело было привезено для погребения в Су-Сити, штат Айова администрация коммунального кладбища отказалась погребать тело в виду расовой принадлежности погибшего. Президент США Гарри Трумэн лично распорядился чтобы погибшего похоронили с полными военными почестями на Арлингтонском национальном кладбище. Однако впоследствии Верховный суд США постановил в 1954, что расовая сегрегация на коммунальных кладбищах законна.